# Miersia
Miersia, Rod lukovičastih geofita iz porodice zvanikovki, dio potporodice lukovki. Postoji devet vrste iz sjevernog Čilea i Bolivije uključene u podtribus Gilliesiinae.
Rod je opisan u Botanical Register; consisting of coloured . . . , sub. t. 992. 1826.

## Vrste
1. Miersia chilensis Lindl.
2. Miersia cornuta Phil.
3. Miersia humilis (Phil.) M.F.Fay & Christenh.
4. Miersia leporina Ravenna
5. Miersia myodes Bertero
6. Miersia putaendensis A.Cádiz-Véliz
7. Miersia raucoana J.E.Sepúlveda & Nic.García
8. Miersia stellata C.Cuevas & Nic.García
9. Miersia tenuiseta Ravenna

## Sinonimi
- Geanthus Phil.
- Speea Loes.